# Acanthomyrmex careoscrobis
Acanthomyrmex careoscrobis är en myrart som beskrevs av Mark W. Moffett 1986. Acanthomyrmex careoscrobis ingår i släktet Acanthomyrmex och familjen myror. Inga underarter finns listade i Catalogue of Life.